# Яцик Олександр Анатолійович
Олекса́ндр Анато́лійович Я́цик — полковник Національної поліції України у Чернігівській області, учасник російсько-української війни.

## Життєпис
Народився 12 листопада 1974 року у м. Кременчуці Полтавської області.
З 1994 по 2011 роки проходив службу у слідчих підрозділах Автозаводського районного відділу Кременчуцького міського управління УМВС України в Полтавській області та Кременчуцького міського управління УМВС України в Полтавській області.
У 2011—2013 роках очолював Кременчуцький районний відділ УМВС України в Полтавській області.
Згодом перебував на посадах начальника Прилуцького відділу поліції ГУНП в Чернігівській області та дільничного офіцера поліції Ніжинського відділу поліції ГУНП в Чернігівській області.
Загинув 24 лютого 2022 року внаслідок влучання крилатої ракети по центру керування польотами Ніжинського авіазагону, який він охороняв.
Похований у Ніжині 2 березня 2022 року.

## Нагороди
- 28 лютого 2022 року — за особисту мужність і самовіддані дії, виявлені у захисті державного суверенітету та територіальної цілісності України, вірність військовій присязі — нагороджений орденом «За мужність» III ступеня (посмертно).